# Nyctimene albiventer
Il pipistrello della frutta dalle narici a tubo comune (Nyctimene albiventer Gray, 1863) è un pipistrello appartenente alla famiglia degli Pteropodidi, diffuso in Nuova Guinea e Isole Molucche settentrionali.

## Descrizione

### Dimensioni
Pipistrello di medie dimensioni, con la lunghezza della testa e del corpo tra 65,5 e 98 mm, la lunghezza dell'avambraccio tra 51 e 61 mm, la lunghezza della coda tra 17,9 e 30,1 mm, la lunghezza del piede tra 11,3 e 18,4 mm, la lunghezza delle orecchie tra 8,5 e 18,6 mm, un'apertura alare fino a 43,6 cm e un peso fino a 38 g e un'apertura alare fino a 43,6 cm.

### Aspetto
Le parti dorsali sono marroni, mentre le parti ventrali sono bruno-giallastre lungo i fianchi e il basso ventre, color crema sull'addome. Lungo la spina dorsale è presente una sottile banda bruno-nerastra, larga appena 2 cm, indistinta nel primo terzo della schiena nella sottospecie N.a.albiventer, mentre è ben più visibile in N.a.papuanus. Il muso è corto, tozzo e largo, gli occhi sono grandi, con l'iride color ambra. Le narici hanno la forma di due piccoli cilindri che si estendono ben oltre l'estremità del naso e sono spesso ricoperte di macchie gialle. Le orecchie sono ben separate tra loro, ovali e ricoperte esternamente di macchie giallognole. Le ali sono nero-verdastre, ricoperte di macchie chiare e scure e sono attaccate posteriormente alla base del secondo dito dei piedi. La coda è corta e si estende completamente fuori dall'uropatagio, il quale è ridotto ad una sottile membrana lungo la parte interna degli arti inferiori. La sottospecie N.a.albiventer è la più piccola.

## Biologia

### Comportamento
Si rifugia singolarmente nella densa vegetazione. Entra in uno stato di torpore durante il giorno.

### Alimentazione
Specie principalmente frugivora, sebbene siano stati rinvenuti resti di coleotteri, formiche e falene nei residui digestivi di alcuni individui catturati.

### Riproduzione
Le femmine danno alla luce un piccolo alla volta all'anno. Femmine gravide sono state catturate in Nuova Guinea nei mesi di gennaio, febbraio, luglio, agosto e settembre.

## Distribuzione e habitat
Questa specie è diffusa in Nuova Guinea e Isole Molucche settentrionali.
Vive nelle foreste pluviali primarie fino a 1900 metri di altitudine, mentre è meno frequente nelle foreste secondarie, nelle foreste di palme da sago, nei giardini, nelle piantagioni, nelle savane di Melaleuca  e nelle foreste monsoniche.

## Tassonomia
Sono state riconosciute due sottospecie:
- N. a. albiventer Isole Molucche settentrionali: Halmahera, Obi, Bisa, Bacan, Ternate, Tidore, Moti, Morotai, Gebe, Gag;
- N. a. papuanus (Andersen, 1910): Nuova Guinea; Yapen; Isole Raja Ampat: Waigeo, Batanta, Salawati; Isole Aru: Wokam; Arcipelago delle Bismarck: Nuova Britannia, Nuova Irlanda, Umboi, Lababia, Lavongai, Manus, Dyaul, Isola del Duca di York, Kairiru, Admosin, Emirau, Crown, Bagabag, Sakar, Long, Tolokiwa, Lihir.

N. minutus (Andersen, 1910), dell'isola di Sulawesi, è considerato un individuo di N. albiventer con l'indicazione geografica d'origine errata.
Altre specie simpatriche dello stesso genere: N. aello, N. cyclotis, N. certans, N. cephalotes, N. keasti e N. major

## Conservazione
La IUCN Red List, considerato il vasto areale e la popolazione numerosa, classifica N. albiventer come specie a rischio minimo (Least Concern)).